# Nova Gora, Litija
Nova Gora este o localitate din comuna Litija, Slovenia, cu o populație de 71 de locuitori.